# Längstal
Als Längstal wird eine lang gestreckte, meist von einem Fluss eingenommene und geformte Einkerbung zwischen zwei annähernd parallelen Gebirgszügen bezeichnet, wie sie in geologisch jungen Faltengebirgen wie den Alpen, Karpaten, Anden oder den Hochgebirgen von Zentralasien häufig anzutreffen ist.
Der Begriff wird hauptsächlich dann verwendet, wenn ein Gebirge auch markante Quertäler aufweist, wo Flüsse in sogenannten Durchbruchstälern Gebirgszüge quer durchstoßen.
Viele Längstäler folgen dem Verlauf bedeutender geologischer Störungen. Diese stehen mit den tektonischen Bewegungen während der Gebirgsbildung in Zusammenhang, die wiederum auf plattentektonische Vorgänge zurückgehen. Bei den Störungen kann es sich um tief bis in die untere Erdkruste hinabreichende Strukturen handeln, die bereits vor der eigentlichen Gebirgsbildung angelegt und später reaktiviert wurden, wie z. B. die Periadriatische Linie in den Alpen. Für die Ausbildung von Längstälern spielen aber auch Deckenüberschiebungen eine bedeutende, wenn nicht die bedeutendste Rolle. Der Deckenbau, den viele junge Faltengebirge aufweisen, ist in hohem Maße für die morphologische Gliederung eines Gebirgsgürtels in mehr oder weniger parallele Gebirgszüge verantwortlich. Hierbei verlaufen Längstäler bevorzugt entlang der sogenannten Deckenstirnen („Überschiebungsfronten“), die in etwa quer zur Bewegungsbahn der tektonischen Decken orientiert sind, die wiederum mit der Bewegungsbahn der kollidierten Kontinentalblöcke übereinstimmt. Aus dieser Konfiguration resultiert ein Verlauf mit dem Streichen der geologischen Einheiten, was als wichtiges Definitionskriterium für ein Längstal gilt. Entsprechend verläuft ein Quertal quer zum Streichen.
Bei besonders lang gestreckten Talsystemen, die von mehreren Flüssen, unter Umständen mit entgegengesetzter Fließrichtung, okkupiert sind, spricht man von Längstalfurchen. Die Ostalpen und andere alpidische Gebirge weisen viele solcher Furchen auf, die sich fast geradlinig über viele hundert Kilometer hinziehen und während des Pleistozäns zusätzlich von Gletschern akzentuiert worden sein können. Einige Beispiele sind:
- die ostalpine Furche Klostertal – Arlberg – Stanzer Tal – Inntal (von Landeck bis Wörgl)
- das ostalpine Salzachtal-Ennstal-Mariazell-Puchberg-Lineament (SEMP) entlang der Flüsse Salzach und Enns[2]
- die Mur-Mürz-Furche der Alpen – südlicher liegend
- das Drautal-Gailtal-Lineament (Periadriatische Naht) der Alpen – alle vier genannten in den Ostalpen und in Österreich, nur das Drautal reicht bis in die ehemalige Untersteiermark, heute Slowenien, hinein
- die 200 bis 300 km langen Längstalfurchen des Pontus-Gebirges (Nordanatolisches Randgebirge).
- die Längstalfurche der Oberläufe von Indus und Brahmaputra (Himalaya).

Auch die Linie Oberes Rhonetal-Vorderrhein kann, obwohl durch Furka- und Oberalppass getrennt, als Längstalfurche gelten.